# 중화 타이베이 축구 국가대표팀

중화 타이베이의 축구 국가대표팀 기

중화 타이베이 축구 국가대표팀 혹은 대만 축구 국가대표팀(중국어 정체자: 中華台北足球代表隊, 간체자: 中华台北足球代表队)은 중화민국을 대표하는 축구 국가대표팀으로 중화민국 축구 협회에서 관리한다. 아시아 축구 최약체로 평가받는 팀들 가운데 하나이며 첫 경기 출전은 1913년 필리핀과의 대결로 이 경기에서 2-3으로 패했다. 양안 문제로 인해 1981년부터 "중화민국"이나 "대만(타이완)" 대신 중화 타이베이라는 이름을 사용하고 있지만 대한민국의 각종 TV 및 언론에서는 "대만(타이완)"이라는 이름을 사용하고 있으며 현재 타이베이 시립경기장과 가오슝 국가체육장을 홈 구장으로 사용하고 있다.

## 개요
1950년대에서 1960년대까지는 아시아 축구의 강호로 손꼽히던 팀이었지만 1975년 중국과의 정치적 갈등으로 인해 아시아 축구 연맹(AFC)에서 퇴출되자마자 오세아니아 축구 연맹(OFC)으로 소속을 옮긴 후 1978년 FIFA 월드컵 아시아·오세아니아 지역 예선에서부터 1990년 FIFA 월드컵 오세아니아 지역 예선까지 치렀으며 1989년 다시 아시아 올림픽 평의회와 아시아 축구 연맹으로 복귀했다.

## 국제 대회 경력

### AFC 아시안컵
AFC 아시안컵 본선에는 2번(1960년, 1968년) 출전하여 1960년 대회에서 3위를 차지했으나 이 당시 본선에 출전한 국가가 단 4팀밖에 없었기 때문에 이 기록은 실질적으로 의미가 없으며 1968년 대회 이후 현재까지 아시안컵 본선에 오른 적이 없다.

### AFC 챌린지컵
AFC 챌린지컵에는 2006년 대회에 유일하게 출전하여 이 대회에서 8강에 오르며 AFC 주관 대회 역대 최고 성적을 거두긴 했지만 이후 4번의 대회에서는 모두 예선에서 탈락하면서 본선에 오르지 못했다.

### 아시안 게임
아시안 게임 축구에는 U-23 대표팀까지 통틀어 4번 출전하여 금메달 2개(1954년, 1958년)를 획득했지만 1966년 대회에서는 1무 2패의 초라한 성적으로 조별리그에서 탈락했고 2018년 대회에서도 1무 3패의 성적으로 조별리그 탈락의 고배를 마셨다.

### 하계 올림픽
올림픽 축구 본선에는 성인대표팀 시절 3번(1936년, 1948년, 1960년) 출전하여 3번의 대회 모두 1라운드 및 조별리그에서 탈락했고 이후의 본선 기록은 전무하다.

## FIFA 월드컵
| FIFA 월드컵 기록 | FIFA 월드컵 기록                                                         | FIFA 월드컵 기록                                                         | FIFA 월드컵 기록                                                         | FIFA 월드컵 기록                                                         | FIFA 월드컵 기록                                                         | FIFA 월드컵 기록                                                         | FIFA 월드컵 기록                                                         | FIFA 월드컵 기록                                                         | FIFA 월드컵 기록                                                         | FIFA 월드컵 예선 기록 | FIFA 월드컵 예선 기록 | FIFA 월드컵 예선 기록 | FIFA 월드컵 예선 기록 | FIFA 월드컵 예선 기록 | FIFA 월드컵 예선 기록 | FIFA 월드컵 예선 기록 |
| 년도             | 결과                                                                     | 순위                                                                     | 경기                                                                     | 승                                                                       | 무*                                                                      | 패                                                                       | 득점                                                                     | 실점                                                                     | 승점                                                                     | 경기                  | 승                    | 무*                   | 패                    | 득점                  | 실점                  | 승점                  |
| ---------------- | ------------------------------------------------------------------------ | ------------------------------------------------------------------------ | ------------------------------------------------------------------------ | ------------------------------------------------------------------------ | ------------------------------------------------------------------------ | ------------------------------------------------------------------------ | ------------------------------------------------------------------------ | ------------------------------------------------------------------------ | ------------------------------------------------------------------------ | --------------------- | --------------------- | --------------------- | --------------------- | --------------------- | --------------------- | --------------------- |
| 1930년           | 정부 중국 대륙 통치, 대만성 영토 일제강점기, 불참                        | 정부 중국 대륙 통치, 대만성 영토 일제강점기, 불참                        | 정부 중국 대륙 통치, 대만성 영토 일제강점기, 불참                        | 정부 중국 대륙 통치, 대만성 영토 일제강점기, 불참                        | 정부 중국 대륙 통치, 대만성 영토 일제강점기, 불참                        | 정부 중국 대륙 통치, 대만성 영토 일제강점기, 불참                        | 정부 중국 대륙 통치, 대만성 영토 일제강점기, 불참                        | 정부 중국 대륙 통치, 대만성 영토 일제강점기, 불참                        | 정부 중국 대륙 통치, 대만성 영토 일제강점기, 불참                        | 불참                  | 불참                  | 불참                  | 불참                  | 불참                  | 불참                  | 불참                  |
| 1934년           | 정부 중국 대륙 통치, 대만성 영토 일제강점기, 불참                        | 정부 중국 대륙 통치, 대만성 영토 일제강점기, 불참                        | 정부 중국 대륙 통치, 대만성 영토 일제강점기, 불참                        | 정부 중국 대륙 통치, 대만성 영토 일제강점기, 불참                        | 정부 중국 대륙 통치, 대만성 영토 일제강점기, 불참                        | 정부 중국 대륙 통치, 대만성 영토 일제강점기, 불참                        | 정부 중국 대륙 통치, 대만성 영토 일제강점기, 불참                        | 정부 중국 대륙 통치, 대만성 영토 일제강점기, 불참                        | 정부 중국 대륙 통치, 대만성 영토 일제강점기, 불참                        | 불참                  | 불참                  | 불참                  | 불참                  | 불참                  | 불참                  | 불참                  |
| 1938년           | 정부 중국 대륙 통치, 대만성 영토 일제강점기, 불참                        | 정부 중국 대륙 통치, 대만성 영토 일제강점기, 불참                        | 정부 중국 대륙 통치, 대만성 영토 일제강점기, 불참                        | 정부 중국 대륙 통치, 대만성 영토 일제강점기, 불참                        | 정부 중국 대륙 통치, 대만성 영토 일제강점기, 불참                        | 정부 중국 대륙 통치, 대만성 영토 일제강점기, 불참                        | 정부 중국 대륙 통치, 대만성 영토 일제강점기, 불참                        | 정부 중국 대륙 통치, 대만성 영토 일제강점기, 불참                        | 정부 중국 대륙 통치, 대만성 영토 일제강점기, 불참                        | 불참                  | 불참                  | 불참                  | 불참                  | 불참                  | 불참                  | 불참                  |
| 1950년           | 1945년 일본으로부터 대만 반환, 1949년 국부천대(정부 대만으로 축소), 불참 | 1945년 일본으로부터 대만 반환, 1949년 국부천대(정부 대만으로 축소), 불참 | 1945년 일본으로부터 대만 반환, 1949년 국부천대(정부 대만으로 축소), 불참 | 1945년 일본으로부터 대만 반환, 1949년 국부천대(정부 대만으로 축소), 불참 | 1945년 일본으로부터 대만 반환, 1949년 국부천대(정부 대만으로 축소), 불참 | 1945년 일본으로부터 대만 반환, 1949년 국부천대(정부 대만으로 축소), 불참 | 1945년 일본으로부터 대만 반환, 1949년 국부천대(정부 대만으로 축소), 불참 | 1945년 일본으로부터 대만 반환, 1949년 국부천대(정부 대만으로 축소), 불참 | 1945년 일본으로부터 대만 반환, 1949년 국부천대(정부 대만으로 축소), 불참 | 불참                  | 불참                  | 불참                  | 불참                  | 불참                  | 불참                  | 불참                  |
| 1954년           | 기권                                                                     | 기권                                                                     | 기권                                                                     | 기권                                                                     | 기권                                                                     | 기권                                                                     | 기권                                                                     | 기권                                                                     | 기권                                                                     | 기권                  | 기권                  | 기권                  | 기권                  | 기권                  | 기권                  | 기권                  |
| 1958년           | 기권                                                                     | 기권                                                                     | 기권                                                                     | 기권                                                                     | 기권                                                                     | 기권                                                                     | 기권                                                                     | 기권                                                                     | 기권                                                                     | 기권                  | 기권                  | 기권                  | 기권                  | 기권                  | 기권                  | 기권                  |
| 1962년           | 불참                                                                     | 불참                                                                     | 불참                                                                     | 불참                                                                     | 불참                                                                     | 불참                                                                     | 불참                                                                     | 불참                                                                     | 불참                                                                     | 불참                  | 불참                  | 불참                  | 불참                  | 불참                  | 불참                  | 불참                  |
| 1966년           | 불참                                                                     | 불참                                                                     | 불참                                                                     | 불참                                                                     | 불참                                                                     | 불참                                                                     | 불참                                                                     | 불참                                                                     | 불참                                                                     | 불참                  | 불참                  | 불참                  | 불참                  | 불참                  | 불참                  | 불참                  |
| 1970년           | 불참                                                                     | 불참                                                                     | 불참                                                                     | 불참                                                                     | 불참                                                                     | 불참                                                                     | 불참                                                                     | 불참                                                                     | 불참                                                                     | 불참                  | 불참                  | 불참                  | 불참                  | 불참                  | 불참                  | 불참                  |
| 1974년           | 불참                                                                     | 불참                                                                     | 불참                                                                     | 불참                                                                     | 불참                                                                     | 불참                                                                     | 불참                                                                     | 불참                                                                     | 불참                                                                     | 불참                  | 불참                  | 불참                  | 불참                  | 불참                  | 불참                  | 불참                  |
| 1978년           | 예선 탈락                                                                | 예선 탈락                                                                | 예선 탈락                                                                | 예선 탈락                                                                | 예선 탈락                                                                | 예선 탈락                                                                | 예선 탈락                                                                | 예선 탈락                                                                | 예선 탈락                                                                | 4                     | 0                     | 0                     | 4                     | 1                     | 17                    | 0                     |
| 1982년           | 예선 탈락                                                                | 예선 탈락                                                                | 예선 탈락                                                                | 예선 탈락                                                                | 예선 탈락                                                                | 예선 탈락                                                                | 예선 탈락                                                                | 예선 탈락                                                                | 예선 탈락                                                                | 8                     | 1                     | 3                     | 4                     | 5                     | 8                     | 6                     |
| 1986년           | 예선 탈락                                                                | 예선 탈락                                                                | 예선 탈락                                                                | 예선 탈락                                                                | 예선 탈락                                                                | 예선 탈락                                                                | 예선 탈락                                                                | 예선 탈락                                                                | 예선 탈락                                                                | 6                     | 0                     | 0                     | 6                     | 1                     | 36                    | 0                     |
| 1990년           | 예선 탈락                                                                | 예선 탈락                                                                | 예선 탈락                                                                | 예선 탈락                                                                | 예선 탈락                                                                | 예선 탈락                                                                | 예선 탈락                                                                | 예선 탈락                                                                | 예선 탈락                                                                | 2                     | 0                     | 0                     | 2                     | 1                     | 8                     | 0                     |
| 1994년           | 예선 탈락                                                                | 예선 탈락                                                                | 예선 탈락                                                                | 예선 탈락                                                                | 예선 탈락                                                                | 예선 탈락                                                                | 예선 탈락                                                                | 예선 탈락                                                                | 예선 탈락                                                                | 6                     | 0                     | 0                     | 6                     | 3                     | 31                    | 0                     |
| 1998년           | 예선 탈락                                                                | 예선 탈락                                                                | 예선 탈락                                                                | 예선 탈락                                                                | 예선 탈락                                                                | 예선 탈락                                                                | 예선 탈락                                                                | 예선 탈락                                                                | 예선 탈락                                                                | 6                     | 1                     | 1                     | 4                     | 4                     | 13                    | 4                     |
| 2002년           | 예선 탈락                                                                | 예선 탈락                                                                | 예선 탈락                                                                | 예선 탈락                                                                | 예선 탈락                                                                | 예선 탈락                                                                | 예선 탈락                                                                | 예선 탈락                                                                | 예선 탈락                                                                | 6                     | 0                     | 0                     | 6                     | 0                     | 25                    | 0                     |
| 2006년           | 예선 탈락                                                                | 예선 탈락                                                                | 예선 탈락                                                                | 예선 탈락                                                                | 예선 탈락                                                                | 예선 탈락                                                                | 예선 탈락                                                                | 예선 탈락                                                                | 예선 탈락                                                                | 8                     | 2                     | 0                     | 6                     | 9                     | 27                    | 6                     |
| 2010년           | 예선 탈락                                                                | 예선 탈락                                                                | 예선 탈락                                                                | 예선 탈락                                                                | 예선 탈락                                                                | 예선 탈락                                                                | 예선 탈락                                                                | 예선 탈락                                                                | 예선 탈락                                                                | 2                     | 0                     | 0                     | 2                     | 0                     | 11                    | 0                     |
| 2014년           | 예선 탈락                                                                | 예선 탈락                                                                | 예선 탈락                                                                | 예선 탈락                                                                | 예선 탈락                                                                | 예선 탈락                                                                | 예선 탈락                                                                | 예선 탈락                                                                | 예선 탈락                                                                | 2                     | 1                     | 0                     | 1                     | 4                     | 4                     | 3                     |
| 2018년           | 예선 탈락                                                                | 예선 탈락                                                                | 예선 탈락                                                                | 예선 탈락                                                                | 예선 탈락                                                                | 예선 탈락                                                                | 예선 탈락                                                                | 예선 탈락                                                                | 예선 탈락                                                                | 8                     | 1                     | 0                     | 7                     | 7                     | 20                    | 3                     |
| 2022년           | 예선 탈락                                                                | 예선 탈락                                                                | 예선 탈락                                                                | 예선 탈락                                                                | 예선 탈락                                                                | 예선 탈락                                                                | 예선 탈락                                                                | 예선 탈락                                                                | 예선 탈락                                                                | 8                     | 0                     | 0                     | 8                     | 4                     | 34                    | 0                     |
| 2026년           | 예선 탈락                                                                | 예선 탈락                                                                | 예선 탈락                                                                | 예선 탈락                                                                | 예선 탈락                                                                | 예선 탈락                                                                | 예선 탈락                                                                | 예선 탈락                                                                | 예선 탈락                                                                | 8                     | 2                     | 0                     | 6                     | 9                     | 17                    | 6                     |
| 합계             |                                                                          |                                                                          |                                                                          |                                                                          |                                                                          |                                                                          |                                                                          |                                                                          |                                                                          | 74                    | 8                     | 4                     | 62                    | 48                    | 251                   | 34                    |
| 순위             | 월드컵 예선 승점 순위 : 165위 (아시아 32위)                              | 월드컵 예선 승점 순위 : 165위 (아시아 32위)                              | 월드컵 예선 승점 순위 : 165위 (아시아 32위)                              | 월드컵 예선 승점 순위 : 165위 (아시아 32위)                              | 월드컵 예선 승점 순위 : 165위 (아시아 32위)                              | 월드컵 예선 승점 순위 : 165위 (아시아 32위)                              | 월드컵 예선 승점 순위 : 165위 (아시아 32위)                              | 월드컵 예선 승점 순위 : 165위 (아시아 32위)                              | 월드컵 예선 승점 순위 : 165위 (아시아 32위)                              |                       |                       |                       |                       |                       |                       |                       |

## AFC 아시안컵
| AFC 아시안컵 기록 | AFC 아시안컵 기록             | AFC 아시안컵 기록             | AFC 아시안컵 기록             | AFC 아시안컵 기록             | AFC 아시안컵 기록             | AFC 아시안컵 기록             | AFC 아시안컵 기록             | AFC 아시안컵 기록             | AFC 아시안컵 기록             | AFC 아시안컵 예선 기록 | AFC 아시안컵 예선 기록 | AFC 아시안컵 예선 기록 | AFC 아시안컵 예선 기록 | AFC 아시안컵 예선 기록 | AFC 아시안컵 예선 기록 | AFC 아시안컵 예선 기록 |
| 년도              | 결과                          | 순위                          | 경기                          | 승                            | 무*                           | 패                            | 득점                          | 실점                          | 승점                          | 경기                   | 승                     | 무*                    | 패                     | 득점                   | 실점                   | 승점                   |
| ----------------- | ----------------------------- | ----------------------------- | ----------------------------- | ----------------------------- | ----------------------------- | ----------------------------- | ----------------------------- | ----------------------------- | ----------------------------- | ---------------------- | ---------------------- | ---------------------- | ---------------------- | ---------------------- | ---------------------- | ---------------------- |
| 1956년            | 예선 탈락                     | 예선 탈락                     | 예선 탈락                     | 예선 탈락                     | 예선 탈락                     | 예선 탈락                     | 예선 탈락                     | 예선 탈락                     | 예선 탈락                     | 2                      | 0                      | 0                      | 2                      | 1                      | 4                      | 0                      |
| 1960년            | 결선리그                      | 3위                           | 3                             | 1                             | 0                             | 2                             | 2                             | 2                             | 3                             | 2                      | 2                      | 0                      | 0                      | 14                     | 8                      | 6                      |
| 1964년            | 기권                          | 기권                          | 기권                          | 기권                          | 기권                          | 기권                          | 기권                          | 기권                          | 기권                          | 기권                   | 기권                   | 기권                   | 기권                   | 기권                   | 기권                   | 기권                   |
| 1968년            | 결선리그                      | 4위                           | 4                             | 0                             | 2                             | 2                             | 3                             | 10                            | 2                             | 4                      | 3                      | 1                      | 0                      | 15                     | 4                      | 10                     |
| 1972년            | 기권                          | 기권                          | 기권                          | 기권                          | 기권                          | 기권                          | 기권                          | 기권                          | 기권                          | 기권                   | 기권                   | 기권                   | 기권                   | 기권                   | 기권                   | 기권                   |
| 1976년            | 추방(AFC 강제탈퇴)            | 추방(AFC 강제탈퇴)            | 추방(AFC 강제탈퇴)            | 추방(AFC 강제탈퇴)            | 추방(AFC 강제탈퇴)            | 추방(AFC 강제탈퇴)            | 추방(AFC 강제탈퇴)            | 추방(AFC 강제탈퇴)            | 추방(AFC 강제탈퇴)            | 추방(AFC 강제탈퇴)     | 추방(AFC 강제탈퇴)     | 추방(AFC 강제탈퇴)     | 추방(AFC 강제탈퇴)     | 추방(AFC 강제탈퇴)     | 추방(AFC 강제탈퇴)     | 추방(AFC 강제탈퇴)     |
| 1980년            | 추방(AFC 강제탈퇴)            | 추방(AFC 강제탈퇴)            | 추방(AFC 강제탈퇴)            | 추방(AFC 강제탈퇴)            | 추방(AFC 강제탈퇴)            | 추방(AFC 강제탈퇴)            | 추방(AFC 강제탈퇴)            | 추방(AFC 강제탈퇴)            | 추방(AFC 강제탈퇴)            | 추방(AFC 강제탈퇴)     | 추방(AFC 강제탈퇴)     | 추방(AFC 강제탈퇴)     | 추방(AFC 강제탈퇴)     | 추방(AFC 강제탈퇴)     | 추방(AFC 강제탈퇴)     | 추방(AFC 강제탈퇴)     |
| 1984년            | 추방(AFC 강제탈퇴)            | 추방(AFC 강제탈퇴)            | 추방(AFC 강제탈퇴)            | 추방(AFC 강제탈퇴)            | 추방(AFC 강제탈퇴)            | 추방(AFC 강제탈퇴)            | 추방(AFC 강제탈퇴)            | 추방(AFC 강제탈퇴)            | 추방(AFC 강제탈퇴)            | 추방(AFC 강제탈퇴)     | 추방(AFC 강제탈퇴)     | 추방(AFC 강제탈퇴)     | 추방(AFC 강제탈퇴)     | 추방(AFC 강제탈퇴)     | 추방(AFC 강제탈퇴)     | 추방(AFC 강제탈퇴)     |
| 1988년            | 추방(AFC 강제탈퇴)            | 추방(AFC 강제탈퇴)            | 추방(AFC 강제탈퇴)            | 추방(AFC 강제탈퇴)            | 추방(AFC 강제탈퇴)            | 추방(AFC 강제탈퇴)            | 추방(AFC 강제탈퇴)            | 추방(AFC 강제탈퇴)            | 추방(AFC 강제탈퇴)            | 추방(AFC 강제탈퇴)     | 추방(AFC 강제탈퇴)     | 추방(AFC 강제탈퇴)     | 추방(AFC 강제탈퇴)     | 추방(AFC 강제탈퇴)     | 추방(AFC 강제탈퇴)     | 추방(AFC 강제탈퇴)     |
| 1992년            | 예선 탈락                     | 예선 탈락                     | 예선 탈락                     | 예선 탈락                     | 예선 탈락                     | 예선 탈락                     | 예선 탈락                     | 예선 탈락                     | 예선 탈락                     | 3                      | 0                      | 1                      | 2                      | 0                      | 8                      | 1                      |
| 1996년            | 예선 탈락                     | 예선 탈락                     | 예선 탈락                     | 예선 탈락                     | 예선 탈락                     | 예선 탈락                     | 예선 탈락                     | 예선 탈락                     | 예선 탈락                     | 3                      | 1                      | 0                      | 2                      | 10                     | 10                     | 3                      |
| 2000년            | 예선 탈락                     | 예선 탈락                     | 예선 탈락                     | 예선 탈락                     | 예선 탈락                     | 예선 탈락                     | 예선 탈락                     | 예선 탈락                     | 예선 탈락                     | 6                      | 1                      | 0                      | 5                      | 3                      | 11                     | 3                      |
| 2004년            | 예선 탈락                     | 예선 탈락                     | 예선 탈락                     | 예선 탈락                     | 예선 탈락                     | 예선 탈락                     | 예선 탈락                     | 예선 탈락                     | 예선 탈락                     | 2                      | 1                      | 0                      | 1                      | 4                      | 2                      | 3                      |
| 2007년            | 예선 탈락                     | 예선 탈락                     | 예선 탈락                     | 예선 탈락                     | 예선 탈락                     | 예선 탈락                     | 예선 탈락                     | 예선 탈락                     | 예선 탈락                     | 6                      | 0                      | 0                      | 6                      | 0                      | 24                     | 0                      |
| 2011년            | 예선 탈락                     | 예선 탈락                     | 예선 탈락                     | 예선 탈락                     | 예선 탈락                     | 예선 탈락                     | 예선 탈락                     | 예선 탈락                     | 예선 탈락                     | AFC 챌린지컵 배정      | AFC 챌린지컵 배정      | AFC 챌린지컵 배정      | AFC 챌린지컵 배정      | AFC 챌린지컵 배정      | AFC 챌린지컵 배정      | AFC 챌린지컵 배정      |
| 2015년            | 예선 탈락                     | 예선 탈락                     | 예선 탈락                     | 예선 탈락                     | 예선 탈락                     | 예선 탈락                     | 예선 탈락                     | 예선 탈락                     | 예선 탈락                     | AFC 챌린지컵 배정      | AFC 챌린지컵 배정      | AFC 챌린지컵 배정      | AFC 챌린지컵 배정      | AFC 챌린지컵 배정      | AFC 챌린지컵 배정      | AFC 챌린지컵 배정      |
| 2019년            | 예선 탈락                     | 예선 탈락                     | 예선 탈락                     | 예선 탈락                     | 예선 탈락                     | 예선 탈락                     | 예선 탈락                     | 예선 탈락                     | 예선 탈락                     | 18                     | 6                      | 1                      | 11                     | 20                     | 38                     | 19                     |
| 2023년            | 예선 탈락                     | 예선 탈락                     | 예선 탈락                     | 예선 탈락                     | 예선 탈락                     | 예선 탈락                     | 예선 탈락                     | 예선 탈락                     | 예선 탈락                     | 10                     | 0                      | 0                      | 10                     | 5                      | 39                     | 0                      |
| 2027년            | 미정                          | 미정                          | 미정                          | 미정                          | 미정                          | 미정                          | 미정                          | 미정                          | 미정                          | 8                      | 2                      | 0                      | 6                      | 9                      | 17                     | 6                      |
| 합계              | 2회 진출(2/17)                | 3위(1회)                      | 7                             | 1                             | 2                             | 4                             | 5                             | 12                            | 5                             | 64                     | 16                     | 3                      | 45                     | 81                     | 165                    | 51                     |
| 순위              | AFC 아시안컵 역대 순위 : 23위 | AFC 아시안컵 역대 순위 : 23위 | AFC 아시안컵 역대 순위 : 23위 | AFC 아시안컵 역대 순위 : 23위 | AFC 아시안컵 역대 순위 : 23위 | AFC 아시안컵 역대 순위 : 23위 | AFC 아시안컵 역대 순위 : 23위 | AFC 아시안컵 역대 순위 : 23위 | AFC 아시안컵 역대 순위 : 23위 |                        |                        |                        |                        |                        |                        |                        |

## AFC 챌린지컵
| AFC 챌린지컵 기록 | AFC 챌린지컵 기록 | AFC 챌린지컵 기록 | AFC 챌린지컵 기록 | AFC 챌린지컵 기록 | AFC 챌린지컵 기록 | AFC 챌린지컵 기록 | AFC 챌린지컵 기록 | AFC 챌린지컵 기록 | AFC 챌린지컵 기록 |
| 년도              | 결과              | 경기              | 승                | 무*               | 패                | 득점              | 실점              | 승점              |                   |
| ----------------- | ----------------- | ----------------- | ----------------- | ----------------- | ----------------- | ----------------- | ----------------- | ----------------- | ----------------- |
| 2006년            | 8강               | 4                 | 1                 | 2                 | 1                 | 3                 | 5                 | 5                 |                   |
| 2008년            | 예선 탈락         | 예선 탈락         | 예선 탈락         | 예선 탈락         | 예선 탈락         | 예선 탈락         | 예선 탈락         | 예선 탈락         |                   |
| 2010년            | 예선 탈락         | 예선 탈락         | 예선 탈락         | 예선 탈락         | 예선 탈락         | 예선 탈락         | 예선 탈락         | 예선 탈락         |                   |
| 2012년            | 예선 탈락         | 예선 탈락         | 예선 탈락         | 예선 탈락         | 예선 탈락         | 예선 탈락         | 예선 탈락         | 예선 탈락         |                   |
| 2014년            | 예선 탈락         | 예선 탈락         | 예선 탈락         | 예선 탈락         | 예선 탈락         | 예선 탈락         | 예선 탈락         | 예선 탈락         |                   |
| 합계              | 8강(1회)          | 4                 | 1                 | 2                 | 1                 | 3                 | 5                 | 5                 |                   |

## 하계 올림픽
| 올림픽 축구 기록 | 올림픽 축구 기록  | 올림픽 축구 기록  | 올림픽 축구 기록  | 올림픽 축구 기록  | 올림픽 축구 기록  | 올림픽 축구 기록  | 올림픽 축구 기록  | 올림픽 축구 기록  | 올림픽 축구 기록  |
| 년도             | 결과              | 순위              | 경기              | 승                | 무*               | 패                | 득점              | 실점              | 승점              |
| ---------------- | ----------------- | ----------------- | ----------------- | ----------------- | ----------------- | ----------------- | ----------------- | ----------------- | ----------------- |
| 1900년           | 불참              | 불참              | 불참              | 불참              | 불참              | 불참              | 불참              | 불참              | 불참              |
| 1904년           | 불참              | 불참              | 불참              | 불참              | 불참              | 불참              | 불참              | 불참              | 불참              |
| 1908년           | 불참              | 불참              | 불참              | 불참              | 불참              | 불참              | 불참              | 불참              | 불참              |
| 1912년           | 불참              | 불참              | 불참              | 불참              | 불참              | 불참              | 불참              | 불참              | 불참              |
| 1920년           | 불참              | 불참              | 불참              | 불참              | 불참              | 불참              | 불참              | 불참              | 불참              |
| 1924년           | 불참              | 불참              | 불참              | 불참              | 불참              | 불참              | 불참              | 불참              | 불참              |
| 1928년           | 불참              | 불참              | 불참              | 불참              | 불참              | 불참              | 불참              | 불참              | 불참              |
| 1936년           | 1라운드           | 12위              | 1                 | 0                 | 0                 | 1                 | 0                 | 2                 | 0                 |
| 1948년           | 1라운드           | 14위              | 1                 | 0                 | 0                 | 1                 | 0                 | 4                 | 0                 |
| 1952년           | 예선 통과 후 기권 | 예선 통과 후 기권 | 예선 통과 후 기권 | 예선 통과 후 기권 | 예선 통과 후 기권 | 예선 통과 후 기권 | 예선 통과 후 기권 | 예선 통과 후 기권 | 예선 통과 후 기권 |
| 1956년           | 예선 통과 후 기권 | 예선 통과 후 기권 | 예선 통과 후 기권 | 예선 통과 후 기권 | 예선 통과 후 기권 | 예선 통과 후 기권 | 예선 통과 후 기권 | 예선 통과 후 기권 | 예선 통과 후 기권 |
| 1960년           | 조별리그          | 16위              | 3                 | 0                 | 0                 | 3                 | 3                 | 12                | 0                 |
| 1964년           | 진출 실패         | 진출 실패         | 진출 실패         | 진출 실패         | 진출 실패         | 진출 실패         | 진출 실패         | 진출 실패         | 진출 실패         |
| 1968년           | 진출 실패         | 진출 실패         | 진출 실패         | 진출 실패         | 진출 실패         | 진출 실패         | 진출 실패         | 진출 실패         | 진출 실패         |
| 1972년           | 진출 실패         | 진출 실패         | 진출 실패         | 진출 실패         | 진출 실패         | 진출 실패         | 진출 실패         | 진출 실패         | 진출 실패         |
| 1976년           | 진출 실패         | 진출 실패         | 진출 실패         | 진출 실패         | 진출 실패         | 진출 실패         | 진출 실패         | 진출 실패         | 진출 실패         |
| 1980년           | 진출 실패         | 진출 실패         | 진출 실패         | 진출 실패         | 진출 실패         | 진출 실패         | 진출 실패         | 진출 실패         | 진출 실패         |
| 1984년           | 진출 실패         | 진출 실패         | 진출 실패         | 진출 실패         | 진출 실패         | 진출 실패         | 진출 실패         | 진출 실패         | 진출 실패         |
| 1988년           | 진출 실패         | 진출 실패         | 진출 실패         | 진출 실패         | 진출 실패         | 진출 실패         | 진출 실패         | 진출 실패         | 진출 실패         |
| 합계             | 3회 진출(3/19)    | 1라운드(3회)      | 5                 | 0                 | 0                 | 5                 | 3                 | 18                | 0                 |

## 아시안 게임
| 아시안 게임 기록 | 아시안 게임 기록      | 아시안 게임 기록      | 아시안 게임 기록      | 아시안 게임 기록      | 아시안 게임 기록      | 아시안 게임 기록      | 아시안 게임 기록      | 아시안 게임 기록      | 아시안 게임 기록      |
| 년도             | 결과                  | 순위                  | 경기                  | 승                    | 무*                   | 패                    | 득점                  | 실점                  | 승점                  |
| ---------------- | --------------------- | --------------------- | --------------------- | --------------------- | --------------------- | --------------------- | --------------------- | --------------------- | --------------------- |
| 1951년           | 불참                  | 불참                  | 불참                  | 불참                  | 불참                  | 불참                  | 불참                  | 불참                  | 불참                  |
| 1954년           | 금메달                | 우승                  | 4                     | 4                     | 0                     | 0                     | 16                    | 6                     | 12                    |
| 1958년           | 금메달                | 우승                  | 5                     | 5                     | 0                     | 0                     | 11                    | 4                     | 15                    |
| 1962년           | 불참(입국을 거부당함) | 불참(입국을 거부당함) | 불참(입국을 거부당함) | 불참(입국을 거부당함) | 불참(입국을 거부당함) | 불참(입국을 거부당함) | 불참(입국을 거부당함) | 불참(입국을 거부당함) | 불참(입국을 거부당함) |
| 1966년           | 조별리그              | 9위                   | 3                     | 0                     | 1                     | 2                     | 5                     | 8                     | 1                     |
| 1970년           | 불참                  | 불참                  | 불참                  | 불참                  | 불참                  | 불참                  | 불참                  | 불참                  | 불참                  |
| 1974년           | AFC 강제 탈퇴         | AFC 강제 탈퇴         | AFC 강제 탈퇴         | AFC 강제 탈퇴         | AFC 강제 탈퇴         | AFC 강제 탈퇴         | AFC 강제 탈퇴         | AFC 강제 탈퇴         | AFC 강제 탈퇴         |
| 1978년           | AFC 강제 탈퇴         | AFC 강제 탈퇴         | AFC 강제 탈퇴         | AFC 강제 탈퇴         | AFC 강제 탈퇴         | AFC 강제 탈퇴         | AFC 강제 탈퇴         | AFC 강제 탈퇴         | AFC 강제 탈퇴         |
| 1982년           | AFC 강제 탈퇴         | AFC 강제 탈퇴         | AFC 강제 탈퇴         | AFC 강제 탈퇴         | AFC 강제 탈퇴         | AFC 강제 탈퇴         | AFC 강제 탈퇴         | AFC 강제 탈퇴         | AFC 강제 탈퇴         |
| 1986년           | AFC 강제 탈퇴         | AFC 강제 탈퇴         | AFC 강제 탈퇴         | AFC 강제 탈퇴         | AFC 강제 탈퇴         | AFC 강제 탈퇴         | AFC 강제 탈퇴         | AFC 강제 탈퇴         | AFC 강제 탈퇴         |
| 1990년           | AFC 강제 탈퇴         | AFC 강제 탈퇴         | AFC 강제 탈퇴         | AFC 강제 탈퇴         | AFC 강제 탈퇴         | AFC 강제 탈퇴         | AFC 강제 탈퇴         | AFC 강제 탈퇴         | AFC 강제 탈퇴         |
| 1994년           | 불참                  | 불참                  | 불참                  | 불참                  | 불참                  | 불참                  | 불참                  | 불참                  | 불참                  |
| 1998년           | 불참                  | 불참                  | 불참                  | 불참                  | 불참                  | 불참                  | 불참                  | 불참                  | 불참                  |
| 합계             | 3회 출전(3/8)         | 우승(2회)             | 12                    | 9                     | 1                     | 2                     | 32                    | 18                    | 28                    |

## 주요 선수
- 천보량
- 천팅양
- 우쥔칭
- 천하오웨이
- 판원제
- 주언러(오누르 도안)
- 창위안(사비에르 첸)
- 원즈하오
- 린창룬
- 왕젠밍

## 개인 기록

### 최다 출전 선수
| # | 성명       | 연도      | 경기 | 골 |
| - | ---------- | --------- | ---- | -- |
| 1 | 천보량     | 2006–     | 79   | 25 |
| 2 | 천이웨이   | 2006–2019 | 59   | 2  |
| 3 | 우쥔칭     | 2010–     | 54   | 9  |
| 4 | 천팅양     | 2013–     | 51   | 3  |
| 5 | 천하오웨이 | 2011–     | 49   | 8  |
| 6 | 원즈하오   | 2012–     | 45   | 4  |
| 7 | 차이셴탕   | 2000–2012 | 43   | 2  |
| 8 | 뤄즈언     | 2007–2015 | 40   | 9  |
| 9 | 뤄즈안     | 2007–2012 | 37   | 9  |
| 9 | 뤼쿤치     | 2004–2015 | 37   | 0  |

### 최다 득점 선수
| # | 성명       | 연도      | 경기 | 골 |
| - | ---------- | --------- | ---- | -- |
| 1 | 천보량     | 2006–     | 79   | 25 |
| 2 | 장쯔다이   | 1962–1971 | 35   | 17 |
| 3 | 장쯔후이   | 1963–1967 | 19   | 14 |
| 4 | 장한       | 2008–2012 | 27   | 10 |
| 5 | 우쥔칭     | 2010–     | 54   | 9  |
| 5 | 뤄즈언     | 2007–2015 | 40   | 9  |
| 5 | 뤄즈안     | 2007–2012 | 37   | 9  |
| 8 | 천하오웨이 | 2011–     | 49   | 8  |
| 8 | 황웨이이   | 2004–2010 | 18   | 8  |
| 8 | 천차오지   | 1968–1971 | 15   | 8  |

## 역대 감독
| 감독            | 임기        |
| --------------- | ----------- |
| 리후이탕        | 1954 ~ 1958 |
| 이마이 도시아키 | 2005 ~ 2007 |
| 이태호          | 2012        |
| 이마이 도시아키 | 2016        |

## 같이 보기
- 중화 타이베이 여자 축구 국가대표팀